# Tvøroyrar kirkja
Tvøroyrar kirkja er en trækirke fra 1908 i Tvøroyri på Suðuroy i Færøerne. Fróðba Sogn – Suðuroy Præstegæld – Færøerne Provsti – Suðuroy Nordre Syssel – Færøerne Stift
Kirken blev præfabrikeret i Norge af Strømmen Trævarefabrik, en fabrik som har leveret flere andre kirkebygninger, og derfra fragtet til Færøerne.
Den 3. februar 1905 begyndte opførelsen af kirken. Arkitekten var Viggo Bertram fra København. Mange af beboerne stillede sig til rådighed som frivillig arbejdskraft under opførelsen af kirken, som blev indviet i 1908. Kirken i Tvøroyri er højt beliggende, og kan ses på stor afstand. Den blev fremstillet i Norge som byggesæt af tømmer, sendt til Tvøroyri, og samlet her i 1907. Den 3. februar 1905 blev arbejdet påbegyndt, og Kristi Himmelfartsdag i 1908 blev den nye kirke i Tvøroyri indviet. 
Ved konstruktionen af kirken er der taget særligt hensyn til klimaet med dets stærke Atlanterhavsstorme. Bindingsværket er overalt fastboltet til fundamentet, der er opmuret af kløvet basalt på den faste klippegrund. Basalten til fundamentet blev taget fra søjlebasalten ovenover kirken. Kirkebygningen er af tømmer, der beklædt med jernplader. Den er malet cremefarvet mens taget, der er af bølgeblik er rødmalet. Kirken består af skib med et tårn i vest der næsten flugter med vestgavlen samt et kor i øst. Foran tårnet er opført et meget smalt våbenhus og tårnet har rødt sadeltag og på både skib og koret er der opsat et kors. Indgangen i vestsiden fører indtil forkirken. I det indre har kirken tøndehvælv, og i det tredelte skib er sideskibene i to etager. Disse har flade lofter. I korgavlen er den øverste del af korvinduet udført som glasmalerier. Det forstiller Korsfæstelsen og er udført af Ernest Trier med H A.G. Fledelius som glarmester. 
Den tidligere altertavle er nu ophængt på korets sydvæg. Et endnu tidligere maleri "Kristus velsigner brødet" hænget nu på nordvæggen. Over orglet hænget et krucifiks, der tidligere stod på alterbordet. Døbefonten er firkantet og hviler på fire søjler med et tinfad foræret. Prædikestolen står på fire søjler svarende til døbefontens og har firkantede arkadefelter. De to kirkeskibe er slupperne "Toftafossur" af Hósevik og "Falur". 
Kirken har to klokker, hvoraf den store, støbt i 1908 af B. Løw & Søn, klokkestøberi, København, har indskriften "Himmelkongens lov og pris jeg synger – fredens budskab menneskehjerter jeg ringer". Den lille klokke er støbt i 1794.